# Tornádo v Praze 1119
Tornádo v Praze 1119 bylo tornádo, které zasáhlo Prahu 30. července 1119. Zmínku o něm lze najít v Kosmově Kronice české:
„Dne 30. července ve středu, když se již den chýlil k večeru, prudký vichr, ba sám satan v podobě víru, udeřiv náhle od jižní strany na knížecí palác na hradě Vyšehradě, vyvrátil od základů starou a tedy velmi pevnou zeď, a tak – což jest ještě podivnější zjev – kdežto, obojí strana, přední i zadní, zůstala celá a neotřesená, střed paláce byl až k zemi vyvrácen a rychleji, než by člověk přelomil klas, náraz větru polámal hořejší a dolejší trámy i s domem samým na kousky a rozházel je. Tato vichřice byla tak silná, že kdekoliv zuřila, v této zemi svou prudkostí vyvrátila lesy, štěpy a vůbec vše co jí stálo v cestě.“

Z popisu je zřejmé, že jde o tornádo; jedná se o vůbec nejstarší zmínku o tornádu v českých zemích.
Síla tornáda je podle popisu následků odhadována na F3 až F4. Pokud by šlo o tornádo síly F4, jednalo by se spolu s tornádem na Břeclavsku a Hodonínsku z června 2021 o  nejsilnější známé tornádo v českých zemích.